# Pelophylax nigromaculatus
Pelophylax nigromaculatus är en groddjursart som först beskrevs av Hallowell 1861.  Pelophylax nigromaculatus ingår i släktet Pelophylax och familjen egentliga grodor. IUCN kategoriserar arten globalt som nära hotad. Inga underarter finns listade i Catalogue of Life.